# 식물학

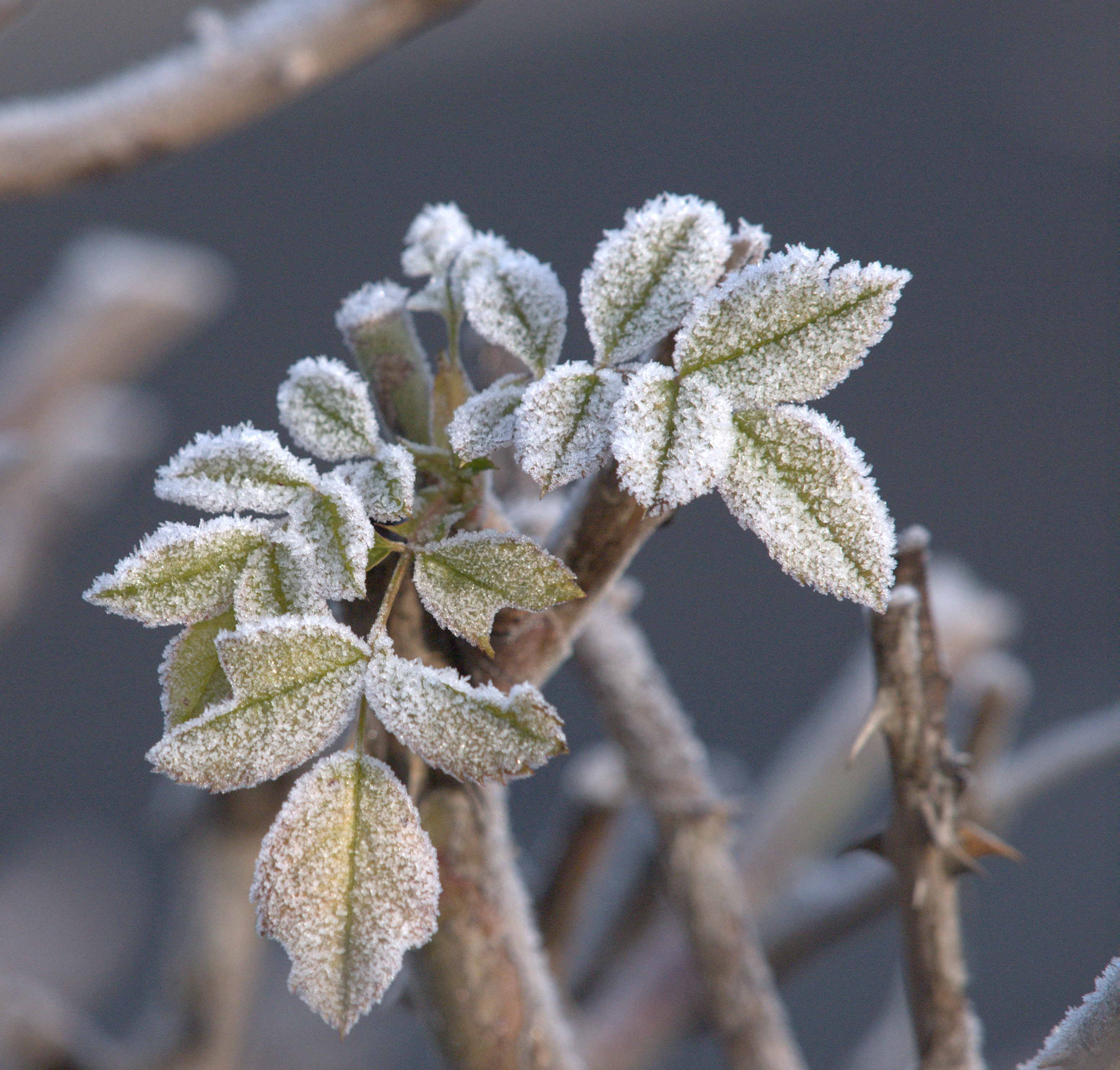

식물학(植物學)은 생물학의 한 갈래로서, 식물을 대상으로 생명 현상을 연구하는 학문이다. 식물학의 범위는 식물의 구조, 성장, 생식, 물질대사, 진화, 질병, 화학적 특성, 그리고 다른 식물들과의 진화적인 관계에 대한 전반적인 연구를 포함한다. 가장 오래된 과학 분야의 하나인 식물학의 첫 걸음은 식용, 약초, 그리고 독초(poisonous plant)를 구분하는 것으로 시작한다. 식물에 대한 이러한 오랜 관심으로 식물은 현재 약 550,000여 종으로 분류된다.

## 하부 분야
- 식물진화학
- 식물분류학
- 식물형태학
- 식물해부학
- 식물생태학
- 식물생화학
- 식물유전학
- 식물생리학
- 식물병리학
- 식물해충학
- 민족식물학
- 화분학
- 선태식물학 (선태학)
- 조류학
- 고식물학
- 미확인식물학
- 응용식물학
  - 임학
    - 수목학

  - 농학
  - 조경학
  - 원예학
  - 본초학
  - 실용식물학